# لاكتوفين
لاكتوفين هو مركب عضوي عبارة عن إستر معقد من الأسيفلورفين يُستخدم كمبيد للفطريات، وكمبيد أعشاب انتقائي لإيثر النيتروفينيل في تطبيقات ما بعد الظهور في بعض المحاصيل التي تقاوم عمله.

## الوضع القانوني
حظي مركب اللاكتوفين بالموافقة على الاستخدام والبيع في الولايات المتحدة الأمريكية من المعهد الوطني الأمريكي للمعايير، وجمعية علوم الأعشاب الضارة الأمريكية، كما حظي اللاكتوفين بالموافقة علي استخدامه وبيعه في الصين.

## الاستخدام
يُستخدم اللاكتوفين عن طريق الرش كرذاذ ورقي، ويستخدم بشكل شائع لمكافحة الحشائش عريضة الأوراق في محاصيل فول الصويا، والحبوب، والبطاطس، والفول السوداني. ويمكن دمجه مع مواد مساعدة من الزيت، أو الأسمدة، والمواد الخافضة للتوتر السطحي، وتحتوي بعض هذه التركيبات على مذيبات مثل الزايلين، والكومين.
يُستخدم اللاكتوفين أيضًا كمبيد فطري لعفن الصليباء الأبيض، وخاصة في محاصيل فول الصويا.

## المنتج التجاري
يتوفر مبيد اللاكتوفين في صورة صلبة أو كمركز قابل للاستحلاب تحت الاسم التجاري كوبرا.

## التأثيرات الصحية والبيئية
يُعتبر اللاكتوفين مادة منخفضة السمية إلى غير سامة للإنسان عند تناوله عن طريق الفم أو استنشاقه، ولكن عند ملامسته مباشرة عن طريق الجلد فمن الممكن أن يسبب تهيجًا للجلد، واحمرارًا أو تورمًا للجلد، ويمكن أن يؤدي للحروق المسببة للتآكل.كما يُعتبر اللاكتوفين مصدر تهيج شديد للعين ويمكن أن يسبب ضررًا دائمًا للعينين في حالة تعرضهما له بشكل كافي.
ُوجد أيضًا أن مادة اللاكتوفين غير سامة عمليًا لأنواع الطيور التي تمت دراستها. بينما اختلفت درجة سميته على الأسماك والكائنات المائية الأخرى، والتي قُضي عليها في الأسماك في غضون أربعة عشر يومًا. كما يُعتبر اللاكتوفين مادة منخفضة السمية بالنسبة للنحل.
يتميز اللاكتوفين بقابلية منخفضة جدًا للذوبان في الماء، لذا فمن غير المحتمل أن يلوث المياه السطحية. كما يرتبط اللاكتوفين بشدة بالتربة ثم يتحلل بعد ذلك خلال فترة تتراوح ما بين يوم وسبعة أيام.